# Liste des planètes mineures non numérotées découvertes en juillet 2009
Pour un article plus général, voir Liste des planètes mineures non numérotées découvertes en 2009.
Pour un article plus général, voir Liste des planètes mineures.
Cet article dresse la liste des planètes mineures (astéroïdes, centaures, objets transneptuniens et assimilés) non numérotées découvertes en juillet 2009 dans l'ordre de leur découverte.
Au 15 janvier 2025, 661 077 des 1 434 993 planètes mineures répertoriées par le Centre des planètes mineures ne sont pas encore numérotées, soit 46,07 %.

## Rappel concernant la désignation provisoire
La désignation provisoire indique l'ordre de découverte de ces objets. En effet, cette désignation est composée de l'année de découverte (par exemple 2009) suivie de la quinzaine (demi-mois) de découverte (p.e. A = 1-15 janvier) puis de l'ordre de découverte dans cette quinzaine. Cet ordre est indiqué par une lettre et éventuellement un chiffre comme suit : A pour la première découverte, B pour la deuxième, ..., Z pour la 25e (le I n'est pas utilisé pour éviter la confusion avec 1), A1 pour la 26e, B1 pour la 27e, etc. , Z1 pour la 50e, A2 pour la 51e, B2 pour la 52e, etc. L'ordre de la numérotation ne suit donc pas l'ordre alphanumérique. 2009 AA1 suit ainsi 2009 AZ et précède 2009 AB1.

## Liste

### Du1erau 15 juillet 2009
- 2009 NH
- 2009 NL
- 2009 NF1
- 2009 NH1
- 2009 NL1
- 2009 NY1
- 2009 NQ2

### Du 16 au 31 juillet 2009
- 2009 OC
- 2009 OF
- 2009 OU
- 2009 OY
- 2009 OE1
- 2009 OQ1
- 2009 OR1
- 2009 OG2
- 2009 OJ2
- 2009 OA3
- 2009 OB3
- 2009 OC3
- 2009 OS3
- 2009 OV3
- 2009 OZ4
- 2009 OS5
- 2009 OX5
- 2009 OW6
- 2009 OX6
- 2009 OD7
- 2009 OY7
- 2009 OZ7
- 2009 ON9
- 2009 OP9
- 2009 OL10
- 2009 OJ12
- 2009 OB13
- 2009 OE13
- 2009 OX13
- 2009 OQ14
- 2009 OR14
- 2009 OV14
- 2009 OB15
- 2009 OJ15
- 2009 OO15
- 2009 OR15
- 2009 OA16
- 2009 OB16
- 2009 OD16
- 2009 OK16
- 2009 OL16
- 2009 OV16
- 2009 OW16
- 2009 OX16
- 2009 OD17
- 2009 OL17
- 2009 OK18
- 2009 OW18
- 2009 OZ18
- 2009 OA19
- 2009 OB19
- 2009 OV19
- 2009 OD20
- 2009 OE20
- 2009 OG20
- 2009 OZ20
- 2009 ON21
- 2009 OR21
- 2009 OZ21
- 2009 OH22
- 2009 OD23
- 2009 OQ23
- 2009 OV23
- 2009 OT24
- 2009 OS25
- 2009 OM26
- 2009 ON26
- 2009 OS26
- 2009 OY26
- 2009 OC27
- 2009 OF27
- 2009 OG27
- 2009 OK27
- 2009 OP27
- 2009 OR27
- 2009 OU27
- 2009 OV27
- 2009 OZ27
- 2009 OB28
- 2009 OD28
- 2009 OE28
- 2009 OM28
- 2009 OP28
- 2009 OQ28
- 2009 OS28
- 2009 OT28
- 2009 OW28
- 2009 OX28
- 2009 OY28
- 2009 OZ28
- 2009 OA29
- 2009 OB29
- 2009 OC29
- 2009 OD29
- 2009 OG29
- 2009 OJ29
- 2009 OK29
- 2009 OM29
- 2009 ON29
- 2009 OO29
- 2009 OP29
- 2009 OS29
- 2009 OT29
- 2009 OU29
- 2009 OW29
- 2009 OY29
- 2009 OZ29
- 2009 OA30
- 2009 OC30
- 2009 OE30
- 2009 OF30
- 2009 OJ30
- 2009 OL30
- 2009 ON30
- 2009 OO30
- 2009 OP30